# Ode till en näktergal
"Ode till en näktergal" (Ode to a Nightinggale) är en dikt av den engelske, romantiske poeten John Keats. Dikten är ett av de stora oden som Keats skrev 1819 tillsammans med "Ode till en grekisk urna", "Ode till melankolin", "Ode till psyket" och "Ode on Indolence". Till svenska har dikten bland annat tolkats av Erik Blomberg och Gunnar Harding. Som diktens titel antyder är odet utformat som ett diktjags möte med en näktergal.
Sannolikt är Hjalmar Gullbergs dikt "Till en näktergal i Malmö", som skrevs i en sjukhussäng på Malmö allmänna sjukhus en majnatt, en blinkning till Keats dikt.

## Dikten
I diktens första strof sjunker diktjaget i ett djupt sömntungt rus, lycklig för näktergalens skull. Diktjaget identifierar sig med lusten hos den glada fågeln, och denna identifikation får diktjaget att likt näktergalen vilja fly från livets förgänglighet och småaktighet, och det är poesins vingar och vårens skönhet som ska bära honom.
 

Näktergalen återkommer i dikten när diktjaget slås av det djupa vemod han känner inför fågelsången, och hur den får honom att vilja nå "den milda dagen". Medan människan är dödlig,mär sången odödlig. I Erik Blombergs översättning:
Nu mer än eljest vore döden rik
att utan kval i natten plånas ut
allt medan du din själ kring rymden strör

i yrande musik 
Mot diktens slut, i sjunde strofen, skildrar dikten näktergalens sång genom århundradena, i ytterligare en skildring av sångens livskraft. Passagen tros vara inspirerad av en målning av Claude Lorrain, som tillsammans med Nicolas Poussin ofta förekommer i Keats texter. I åttonde strofen tynar näktergalens sång ut i landskapet, och i de sista raderna frågar sig det halvslumrande diktjaget om det var dröm eller verklighet.